# Zlatna Niva, Șumen
Zlatna Niva (în bulgară Златна Нива) este un sat în comuna Kaspicean, regiunea Șumen,  Bulgaria. 

## Demografie
Componența etnică a satului Zlatna Niva
     Turci (14,72%)
     Bulgari (30,25%)
     Romi (51,94%)
     Nicio identificare (1,94%)
     Altele (1,13%)
La recensământul din 2011, populația satului Zlatna Niva era de 618 locuitori. Din punct de vedere etnic, majoritatea locuitorilor (51,94%) erau romi, existând și minorități de bulgari (30,25%) și turci (14,72%). Pentru 1,94% din locuitori nu este cunoscută apartenența etnică.